# Sericanthe suffruticosa
Sericanthe suffruticosa är en måreväxtart som först beskrevs av John Hutchinson, och fick sitt nu gällande namn av Elmar Robbrecht. Sericanthe suffruticosa ingår i släktet Sericanthe och familjen måreväxter. Inga underarter finns listade i Catalogue of Life.